# Циркумпонтийская металлургическая провинция
Циркумпонтийская металлургическая провинция (сокр. ЦМП) — это археологическая общность бронзового века, пришедшая на смену Балкано-Карпатской металлургической провинции и существовавшая на территории Европы и части Азии в III—II тыс. до н. э.

## Общие положения
В истории ЦМП принято выделять две основные фазы:
 — 1-я, которая датируется преимущественно 3-м тыс. до. н. э., не заходя в пределы его последней трети;
 — 2-я, от последней трети 3-го тыс. до н. э. до первой трети  2-го тыс. до н. э.
Появление ЦМП — результат значительных культурных перемен, в том числе бесследное исчезновение ярких энеолитических культур с расписной керамикой, разрушение системы Балкано-Карпатской металлургической провинции, и что особенно привлекает внимание исследователей — мощная миграция древнейших индоевропейских племён, переселение которых охватило обширную зону вокруг Чёрного моря.
Согласно курганной гипотезе Марии Гимбутас примерно с 3600 года до н. э. происходит постепенное распространение индоевропейских языков из степной зоны и проникновение их в Европу. Вторая волна «курганизации» (рубеж IV и III тыс. до н. э.) породила курганизованные смешанные культуры в северной части Европы.

## Первая фаза
Первая фаза ЦМП соответствует раннему бронзовому веку. Ареал включает в себя Среднюю Азию, Закавказье, Кавказ, Северное Причерноморье, Балканы.
Производственные очаги ЦМП в раннем бронзовом веке, имеют следующие маркеры : 1) втульчатые топоры; 2) черенковые ножи и кинжалы; 3) шилья с четырёхгранным утолщением-упором; 4) долота с аналогичным упором; 5) уплощённые тёсла-долота. Данные орудия и оружие незначительно различалось в пределах разных очагов по количеству и форме исполнения.
ЦМП имеет 1-ю особенность — полное сходство технологии отливки топоров в двустворчатые литейные формы открытого типа. Формы (из глины или камня) найдены во многих древних поселениях.
ЦМП имеет 2-ю особенность — начинается широкое употребление сплавов меди с мышьяком, что по существу было гигантским шагом вперёд в техническом прогрессе, особенно это имело место на Кавказе, в Анатолии, в Эгейском бассейне.

### Основные культуры 1-й фазы
- Ямная культура
- Майкопская культура
- Кура-Аракская культура
- Троя-1 и Троя-2

## Вторая фаза
Во второй фазе ареал провинции расширяется и включает в себя Европейскую часть современной России, Восточное Причерноморье, Месопотамию, Иран. Основная часть меди для производства бронзы происходит с Каргалинского меднорудного поля на юге Урала; добычей занимались носители срубной культуры.

### Основные культуры
- Катакомбная культура
- Троя-2 и Троя-3
- Аладжа-Хююк
- Северокавказская культура
- Триалетская культура